# Hyundai Kabarett-Tage
Die Hyundai Kabarett-Tage waren eine Kabarettveranstaltung und wurden vom ORF ausgestrahlt.

## Die Sendung
Von 2012 bis 2014 wurden auf ORF III insgesamt sechs Staffeln ausgestrahlt. Pro Staffel präsentierten an jeweils vier Abenden zwei Kabarettisten oder Kabarettgruppen Teile ihrer aktuellen Programme, diese wurden an acht Abenden auf ORF III ausgestrahlt. Moderiert wurde die Sendung von Günter Mokesch, die Aufzeichnungen fanden im Local in Heiligenstadt (19. Bezirk) in den Stadtbahnbögen vor Live-Publikum statt. Hauptsponsor war Hyundai Austria.

## Sendungen

### 1. Staffel
Die Aufzeichnungen für die Sendungen fanden Anfang Juni 2012 statt. Die Ausstrahlung erfolgte von 10. Juli bis 28. August 2012 jeweils dienstags im Hauptabendprogramm von ORF III.
- 10. Juli 2012: Stefan Haider – 5 nach 12
- 17. Juli 2012: Nadja Maleh – Flugangsthasen
- 24. Juli 2012: Jürgen Vogl – VOGLohneE: Gebt den Kühen ihre Milch zurück
- 31. Juli 2012: Peter & Tekal-Teutscher (Norbert Peter und Ronny Tekal) – Patientenflüsterer
- 7. August 2012: BoA BoA – The Wiener Takes It All
- 14. August 2012: Christoph & Lollo
- 21. August 2012: Blum & Oberhauser (Nina Blum und Martin Oberhauser) – Sex & Reden
- 28. August 2012: Simpson Paschke Scheitz (Patricia Simpson, Steffi Paschke und Verena Scheitz) – Frauen aus dem Hinterhalt

### 2. Staffel
Die 2. Staffel wurde ab 11. Dezember 2012 auf ORF III ausgestrahlt.
- 11. Dezember 2012: Gregor Seberg – Oh, du mein Österreich
- 18. Dezember 2012: Ludwig Müller – Betreutes Blödeln – meine Besten Stücke
- 8. Jänner 2013: Tanja Ghetta – Eingefädelt
- 15. Jänner 2013: Christof Spörk – Lieder der Berge
- 22. Jänner 2013: Max Schmiedl – Von Anfang an
- 29. Jänner 2013: O. Lendl – Best of
- 5. Februar 2013: Martin Puntigam – Atomic Wedgie
- 12. Februar 2013: Elke Winkens – Alles gelogen!

### 3. Staffel
Die 3. Staffel wurde ab 5. März 2013 auf ORF III ausgestrahlt.
- 5. März 2013 Werner Brix
- 12. März 2013: Gebrüder Moped
- 19. März 2013: Helfried
- 2. April 2013: Gery Seidl
- 9. April 2013: Kernölamazonen
- 16. April 2013: Helmuth Vavra
- 23. April 2013: Gerold Rudle
- 30. April 2013: Flo und Wisch

### 4. Staffel
Die 4. Staffel wurde ab 11. Juni 2013 auf ORF III ausgestrahlt.
- 11. Juni 2013: Nina Hartmann – Brasil
- 18. Juni 2013: Fredi Jirkal – Best Of Fredi Jirkal
- 25. Juni 2013: Zwa Voitrottln – Hörglück
- 3. September 2013: Andreas Ferner – Schule, Oida!
- 10. September 2013: Martin Kosch – Urlaub, Freibier & Privatkonkurs
- 17. September 2013: Susanne Pöchacker – Sie werden dran glauben müssen!
- 24. September 2013: Joesi Prokopetz – gemischter Satz
- 1. Oktober 2013: Andy Woerz – Das Comedymusikkabarettvorlesungserzählprogramm Mit Ouvertüre

### 5. Staffel
Die ORF-Aufzeichnung fand von 17. bis 20. Juni 2013 statt.
- Gerald Fleischhacker – Feinkost
- Markus Linder – Hinter-Arlberger
- Die Echten – Verhört
- Niko Formanek – nikosex.com
- Christoph Fälbl – Alife
- Dornrosen – Volle Kanne
- Gerhard Gutenbrunner – Suppeneinlage
- Günther Mokesch – Danke

### 6. Staffel
Die 6. Staffel wurde ab 4. April 2014 auf ORF III ausgestrahlt.
- Jürgen Vogl – Warum habe ich alles und nicht mehr?
- Fredi Jirkal – Two and a Houseman
- Gernot Kranner – Im Blutrausch
- Nadja Maleh – Jackpot
- Ludwig Müller, Martin Kosch und Philipp Ganglberger – 3 für 1 Nacht
- Angelika Niedetzky – Niedetzky-Marsch
- Susanne Pöchacker und Steffi Paschke – Na Hund?
- Andreas Steppan – Schwerkraft, Linksfahrer und andere Ärgernisse